# Screaming Fields of Sonic Love
Screaming Fields of Sonic Love es un álbum recopilatorio de canciones de Sonic Youth extraídas de distintos álbumes de los años 1980. Las canciones son muestras de sus mejores álbumes de esos años, ordenados inversamente por año, comenzando con canciones del álbum de 1988 Daydream Nation y terminando con una canción de su primer trabajo de 1982. El lanzamiento de este disco coincidió con el de una colección de vídeos musicales del mismo nombre, que incluye todos los videoclips de la banda de los años 1980.

## Lista de canciones
| N.º   | Título                    | Duración |  |
| 1.    | «Teen Age Riot»           | 6:58     |  |
| 2.    | «Eric's Trip»             | 3:49     |  |
| 3.    | «Candle»                  | 4:59     |  |
| 4.    | «Into the Groove(y)»      | 4:35     |  |
| 5.    | «G-Force»                 | 3:40     |  |
| 6.    | «Beauty Lies in the Eye»  | 2:17     |  |
| 7.    | «Kotton Krown»            | 5:08     |  |
| 8.    | «Shadow of a Doubt»       | 3:34     |  |
| 9.    | «Expressway to Yr. Skull» | 7:08     |  |
| 10.   | «Starpower»               | 4:49     |  |
| 11.   | «Death Valley '69»        | 5:10     |  |
| 12.   | «Halloween»               | 5:09     |  |
| 13.   | «Flower»                  | 3:36     |  |
| 14.   | «Inhuman»                 | 4:01     |  |
| 15.   | «Making the Nature Scene» | 3:00     |  |
| 16.   | «Brother James»           | 3:12     |  |
| 17.   | «I Dreamed I Dream»       | 5:19     |  |
| 76:19 |                           |          |  |

- Datos: Q2746470